# James Lee Burke
James Lee Burke, född 5 december 1936 i Houston, är en amerikansk författare av hårdkokta deckare. Hans deckare utspelar sig dels i New Orleans, dels på Louisianas landsbygd. Huvudpersonen är Dave Robicheaux är ibland polis, ibland privatdetektiv, ibland båtuthyrare. Han är Vietnamveteran och anonym alkoholist. I originalromanerna återfinns cajundialekten. De sex böcker som översatts har alla olika översättare. Två av hans Robicheaux-böcker har filmatiserats: Heaven's Prisoners (1996) med Alec Baldwin som Dave Robicheaux och In the Electric Mist (2009) med Tommy Lee Jones i titelrollen.